# George W. Murray

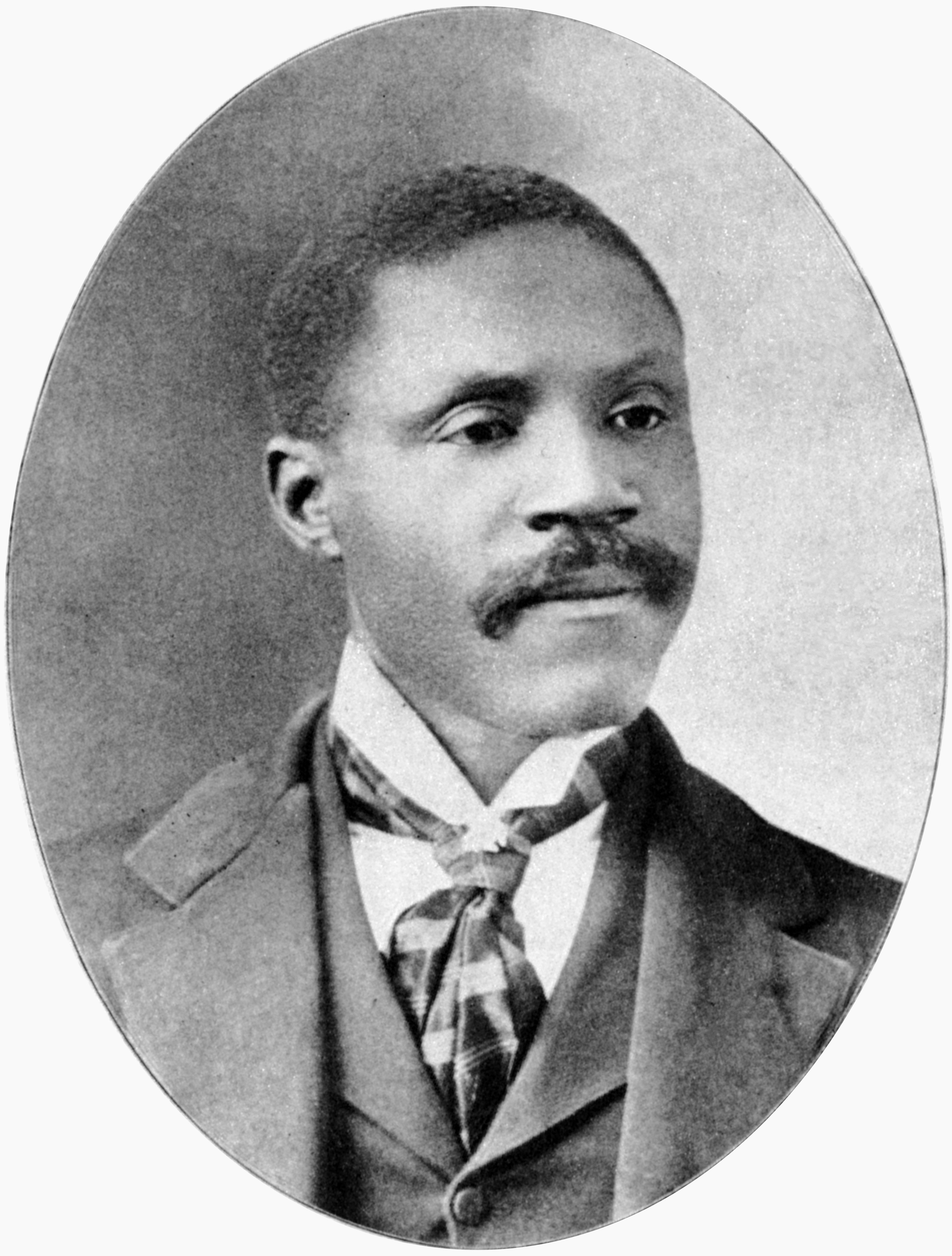
George W. Murray

George Washington Murray (* 22. September 1853 bei Rembert, Sumter County, South Carolina; † 21. April 1926 in Chicago, Illinois) war ein US-amerikanischer Politiker. Zwischen 1893 und 1897 vertrat er mit einer Unterbrechung als erster Afroamerikaner den Bundesstaat South Carolina im US-Repräsentantenhaus.

## Frühe Jahre
Der Afroamerikaner George Murray wurde 1853 noch als Sklave geboren, seine Eltern verstarben früh. Nach dem Ende des Bürgerkrieges und der damit verbundenen Abschaffung der Sklaverei besuchte er die öffentlichen Schulen seiner Heimat. Zwischen 1874 und 1876 studierte er an der University of South Carolina innerhalb der State Normal School, einem erst 1873 gegründeten pädagogischen Institut (Normalschule) für Schwarze. Anschließend unterrichtete Murray 15 Jahre lang als Lehrer im Sumter County. Außerdem hielt er Vorträge für die Vereinigung der afroamerikanischen Farmer (Colored Farmers’ Alliance), die der rein weißen Farmers’ Alliance nahestand.

## Politische Ämter
Politisch war er Mitglied der Republikanischen Partei, deren Vorsitzender er im Sumter County wurde. Murray war auch Delegierter zu mehreren Republican National Conventions. Zwischen 1890 und 1892 war Murray Zollinspektor im Hafen von Charleston. 1892 wurde er dann im siebten Wahlbezirk von South Carolina in das US-Repräsentantenhaus in Washington, D.C. gewählt, wo er am 4. März 1893 die Nachfolge von William Elliott antrat. Die Grenzen dieses Wahlbezirks waren so gezogen worden, dass die Wahlberechtigten dort überwiegend schwarz waren, um deren Anteil in den anderen sechs Bezirken zu verringern. Bis zum 3. März 1895 absolvierte Murray eine reguläre Legislaturperiode im Kongress. Er engagierte sich als Abgeordneter antirassistisch und bemühte sich vor allem darum, das Wahlrecht der schwarzen Bevölkerung in South Carolina zu schützen. Außerdem saß er in mehreren Ausschüssen. In seiner parlamentarischen Arbeit wich er oft von der Parteilinie der Republikaner ab und stimmte gemeinsam mit den Abgeordneten der Populist Party.
Bei den Wahlen des Jahres 1894 kandidierte er gegen Elliott, diesmal im ersten Distrikt; da die Grenzen der Wahlbezirke erneut geändert worden waren. Diese Wahl verlor er knapp gegen Elliot. Da seine Anhängerschaft allerdings im Wahlkampf gegängelt worden waren, legte er gegen den Ausgang der Wahl Einspruch ein. Bis zur Entscheidung in dieser Angelegenheit übte Elliott das Abgeordnetenmandat im Kongress aus. Am 4. Juni 1896 entschied der Kongress zu Murrays Gunsten, der an diesem Tag das Mandat von Elliot übernahm und die laufende Legislaturperiode bis zum 3. März 1897 beendete. Bis zur nächsten Wahl wurde das Wahlrecht weiter verschärft, sodass weniger Schwarze wählen konnten. 1898 verlor er dann die Wahl. Fast 100 Jahre lang war Murray damit der letzte Afroamerikaner, für South Carolina im Kongress saß.

## Weitere Karriere
Nach dem Ende seiner Zeit im Repräsentantenhaus stieg George Murray in das Immobilien- und Landgeschäft ein: Er kaufte große Flächen, teilte sie in kleinere Einheiten und verpachtete sie an Schwarze, damit sie dort selber Baumwolle anbauen konnten. Im Jahr 1903 wurde er wegen der Fälschung von Namen auf zwei Pachtverträgen angeklagt. 1905 wurde er deshalb zu einer Haftstrafe als Kettensträfling mit Zwangsarbeit verurteilt. Seine Anwälte legten Revision ein, aber der Oberste Gerichtshof von South Carolina bestätigte das Urteil. Murray entzog sich aber der Strafe, indem er mit seiner Familie nach Chicago flüchtete. Dort arbeitete er erneut in der Immobilienbranche. Außerdem verkaufte er Versicherungen. Er engagierte sich auch in der Republikanischen Partei von Illinois und wurde ein Freund des möglicherweise korrupten Chicagoer Bürgermeisters Bill Thompson. In Chicago befasste arbeitete er auch wieder als Dozent und verfasste zwei Bücher. 1915 wurde er in South Carolina von dem rassistischen Gouverneur Coleman Livingston Blease begnadigt. Murray blieb aber in Chicago, wo er im April 1926 verstarb.
Für seine Beiträge zur Entwicklung von Landmaschinen wurde Murray 2024 in die National Inventors Hall of Fame aufgenommen.